# Serbán Attila
Serbán Attila (Beregszász, Kárpátalja, Szovjetunió, ma: Ukrajna, 1976. augusztus 6. –) magyar színész, énekes, táncos.

## Életpályája
Általános és középiskolai tanulmányait Beregszászon végezte, miközben itt járt zeneiskolába is, ahol Máté Péter-emlékestet szervezett.
Szülei figyeltek fel mozgékonyságára, így az ő javaslatukra felvételizett az Ungvári Művészeti Főiskola táncpedagógus-koreográfus szakára, ahol 1995-ben diplomázott. Ezt követően a kötelező sorkatonai szolgálat ideje alatt az Ukrán-Kárpátmelléki Fegyveres Erők Népi Együttesében táncolt.
1993-ban a Ki mit tud?-on tűnt fel először.
Színházi pályafutása Debrecenben kezdődött táncosként, majd a Rock és Musical Színházhoz került, ahol évekig működött közre német és osztrák turné előadásokban.
Első nagyobb szerepét Debrecenben a Hair-ben kapta, amit sorra követtek az egyre nagyobb szerepek: a Jézus Krisztus Szupersztár Júdása a Musical Színházban, a Rent Angelje a Piccoló Színházban, a La Mancha lovagjának Padréja a Diósgyőri Nyári Játékokon.
A 2005-ös évet a külföldi munkák jellemezték. Januártól decemberig a Theater an der Wien Elisabeth előadásában játszotta Rudolf trónörököst, nyáron a Bergeni Operafesztivál Sakk című előadásában Frederick, az amerikai sakkozó szerepét.
Még a 2005-ös év során beválogatták a Madách Színház Volt egyszer egy csapat előadásának főszereplői közé. Azóta is a színház oszlopos tagja, szinte minden nagyobb musical előadásban szerepet kapott az elmúlt években, így például a Macskákban, a Producerekben, a József és a színes szélesvásznú álomkabátban, a Spamalotban és a Jézus Krisztus Szupersztárban, miközben vendégszerepelt a Pince Színház Isadora című előadásban, ahol Pápai Erikával játszott főszerepet. Közben szerepet kapott az Operettszínház Oltári srácok és a Centrál Színház Avenue Q című előadásában is.
Számos cd-anyag, koncert, televíziós produkció közreműködője, a közelmúlt egyik legfoglalkoztatottabb előadóművésze.
Párja Munkácsy Kata, egy kislányuk van.

## Színpadi szerepei
A Színházi adattárban regisztrált bemutatóinak száma: '26.
- Mary Poppins - Néleusz/Valentin (Madách Színház, 2012)
- The Blues Brothers koncert show - Blues Jake (Margitszigeti Szabadtéri Színpad, 2012)
- Szulák Andrea koncert - meghívott vendég (MÜPA, 2010)
- Jézus Krisztus szupersztár - Júdás (Madách Színház, 2010)
- Spamalot - Herbert herceg, Történész, Élek még Fred, Dalnok (Madách Színház, 2009)
- Egy bohém rapszódiája - Freddie Mercury (Szabadtér Színház, 2009)
- "Premier" Musical Tour - Önálló lemezbemutató koncert (Madách Színház, 2009)
- Avenue Q - Michael Jackson (Centrál Színház, 2009)
- "Best of Webber" (MÜPA, 2008)
- Bernstein: Mise (MÜPA, 2008)
- József és a színes szélesvásznú álomkabát - József (Madách Színház, 2008)
- Gálvölgyi János Születésnapi Gála - meghívott vendég (Madách Színház, 2008)
- Isadora - Szergej Jeszenyin (Pinceszínház, 2008)
- Macskák - Micsel Rumli (Madách Színház, 2007)
- Jézus Krisztus szupersztár - Júdás (Margitszigeti Szabadtéri Színpad, 2007)
- Macskák - Micsel Rumli (Szegedi Szabadtéri Játékok, 2007)
- Oltári srácok - Mark (Operettszínház-Thália Színház, 2007)
- Láttam táncolni - Szergej Jeszenyin (Madách Színház, 2007)
- Mi vagyunk a Musical - Szólista (Madách Színház, 2006)
- Jézus Krisztus szupersztár - Júdás (Musical Színház, 2006)
- Producerek - Brian/Rohamosztagos/Mr Slézinger/Rendőrfőnök (Madách Színház, 2006)
- Bródy János 60. Születésnapi Koncert - Szólista (Madách Színház, 2005)
- Sakk - Frederick (Bergeni Nemzetközi Operafesztivál, 2005)
- Volt egyszer egy csapat - Thomas Malloy (Madách Színház, 2005)
- Elisabeth - Ungarischer Adeliger, Rudolf (Theater an der Wien, 2005)
- Utazás - Péter (Piccolo Színház, 2004)
- Atlantis - James Heller (Tropicarium Színház, 2004)
- Musical show a cápák birodalmában - Szólista (Tropicarium Színház, 2004)
- Musical A-W - Szólista (Piccolo Színház, 2004)
- Sztárcsinálók - Néró (Agria Játékok, Eger, 2003)
- Best of Broadway - Szólista (Musical Színház, 2003)
- Jekyll és Hyde - Mike (Musical Színház, 2002)
- Várkonyi Mátyás – Miklós Tibor: Sztárcsinálók - Néró (Békéscsabai Jókai Színház, 2002)
- West Side Story - Chino (Ferencvárosi Ünnepi Játékok, 2001)
- La Mancha lovagja - Padre (Diósgyőri Nyári Játékok, 2001)
- Rent - Angel (Piccolo Színház, 2001)
- Jézus Krisztus szupersztár - Simon (Musical Színház, 1999)
- Hair - Hud (Debreceni Vasutas Musical Stúdió, 1998)
- Evita - Rock Színház
- Elfújta a szél - Tony Fontaine (Budapesti Operettszínház)

- Rocksuli - Dewey Finn

## Táncosként
- Pókasszony csókja - Budapesti Kamaraszínház Tivoli Színház
- Othello - Mörbisch-i Nyári Operafesztivál - Ausztria

### Debreceni Csokonai Színházban
- Sybill - operett
- Carmen
- Anyegin

### Magyar Állami Operaház
- Pomádé király új ruhája (Erkel Színház)
- Öt utolsó szín
- A sevillai borbély
- Carmen - szólista
- Carmen japán turné - szólista
- Manon Lescaut
- Don Giovanni

## Televíziós megjelenések
- Csináljuk a fesztivált! (Duna, 2022)
- Konyhafőnök VIP (RTL Klub, 2020)
- Marslakók - Császár Roland (MTV, 2012)
- Csináljuk a fesztivált győztese (Story TV/MTV, 2010)
- Prima Primissima – meghívott vendég (MÜPA, 2010)
- Prima Primissima - meghívott vendég (MÜPA, 2009)
- Örökös Tagság Gála – meghívott vendég (Nemzeti Színház, 2009)
- A Királynő – meghívott vendég (RTL Klub, 2009)
- Aranyág (MTV, 2009)

## Diszkográfia
- Ha egyedül állsz - single, Magneoton 2011
- Honfoglalás - cd, Magneoton 2011
- Jézus Krisztus szupersztár - dupla cd, Universal Music 2011
- Premier: Musical Tour - önálló cd, MTON (Warner)2009
- Egy bohém rapszódiája - dupla cd, Gold Records 2009
- Spamalot - cd, Madách Színház 2009
- József és a színes szélesvásznú álomkabát - cd, Universal 2008
- Barbie: A sziget hercegnője - dvd, Universal 2007
- Bródy 60 születésnapi koncert - dvd, Madách Színház 2006
- Producerek - cd, Madách Színház 2006
- Elisabeth - dvd, Bécs, Theater an der Wien, HitSquad Records 2005
- Utazás - cd, Piccolo Színház 2004
- Sztárcsinálók - cd, Rock Színház 2003
- Rent - cd, Piccolo Színház 2003
- La Mancha lovagja - cd 2001
- Jézus Krisztus szupersztár - cd, Musical Színház 2000